# Kerron Clement
Kerron Stephon Clement (Port of Spain, 31 ottobre 1985) è un ostacolista e velocista statunitense, campione olimpico a Rio de Janeiro 2016 e campione mondiale a Osaka 2007 e Berlino 2009 dei 400 metri ostacoli.
Detiene il record mondiale dei 400 metri piani indoor con il tempo di 44"57, stabilito il 12 marzo 2005 a Fayetteville (Arkansas).
L'11 ottobre 2019, in occasione della giornata internazionale del coming out, ha dichiarato di essere omosessuale.

## Record nazionali
Seniores
- 400 metri piani indoor: 44"57  ( Fayetteville, 12 marzo 2005)

Under 20
- Staffetta 4×400 metri: 3'01"09 ( Grosseto, 18 luglio 2004) (Brandon Johnson, LaShawn Merritt, Jason Craig, Kerron Clement - record mondiale U20 e record nazionale U20 fino al 23 luglio 2017)

## Palmarès
| Anno | Manifestazione      | Sede           | Evento   | Risultato  | Prestazione | Note                                     |
| ---- | ------------------- | -------------- | -------- | ---------- | ----------- | ---------------------------------------- |
| 2004 | Mondiali U20        | Grosseto       | 400 m hs | Oro        | 48"51       | Record dei campionati                    |
| 2004 | Mondiali U20        | Grosseto       | 4×400 m  | Oro        | 3'01"09     | Miglior prestazione mondiale under 20    |
| 2005 | Mondiali            | Helsinki       | 400 m hs | 4º         | 48"18       |                                          |
| 2007 | Mondiali            | Osaka          | 400 m hs | Oro        | 47"61       | Miglior prestazione mondiale stagionale  |
| 2007 | Mondiali            | Osaka          | 4×400 m  | Oro        | 2'55"56     | [ 4 ]                                    |
| 2008 | Giochi olimpici     | Pechino        | 400 m hs | Argento    | 47"98       |                                          |
| 2008 | Giochi olimpici     | Pechino        | 4×400 m  | Oro        | 2'55"39     | [ 4 ]                                    |
| 2009 | Mondiali            | Berlino        | 400 m hs | Oro        | 47"91       | Miglior prestazione mondiale stagionale  |
| 2009 | Mondiali            | Berlino        | 4×400 m  | Oro        | 2'57"86     | Miglior prestazione mondiale stagionale  |
| 2010 | Mondiali indoor     | Doha           | 4×400 m  | Oro        | 3'03"40     | [ 4 ]                                    |
| 2011 | Mondiali            | Taegu          | 400 m hs | Semifinale | 52"11       |                                          |
| 2012 | Giochi olimpici     | Londra         | 400 m hs | 8º         | 49"15       |                                          |
| 2013 | Mondiali            | Mosca          | 400 m hs | 8º         | 49"08       |                                          |
| 2015 | Giochi panamericani | Toronto        | 400 m hs | 4º         | 48"72       |                                          |
| 2015 | Giochi panamericani | Toronto        | 4×400 m  | Bronzo     | 3'00"21     |                                          |
| 2015 | Mondiali            | Pechino        | 400 m hs | 4º         | 48"18       | Miglior prestazione personale stagionale |
| 2016 | Giochi olimpici     | Rio de Janeiro | 400 m hs | Oro        | 47"73       | Miglior prestazione personale stagionale |
| 2017 | Mondiali            | Londra         | 400 m hs | Bronzo     | 48"52       |                                          |

## Altre competizioni internazionali
2006
- Oro in Coppa del mondo ( Atene), 400 m hs - 48"12

2007
- Argento alla World Athletics Final ( Stoccarda), 400 m hs - 48"35

2008
- Oro alla World Athletics Final ( Stoccarda), 400 m hs - 48"96

2009
- Oro alla World Athletics Final ( Salonicco), 400 m hs - 48"11

2016
- Vincitore della Diamond League nella specialità dei 400 m hs (51 punti)